# Pullmantur Cruises
Pullmantur Cruises (im spanischen Sprachraum Pullmantur Cruceros) war ein spanisches Touristikunternehmen und eine Kreuzfahrt-Reederei, die in den 1990er Jahren den Betrieb mit zumeist älteren Schiffen aufnahm. Nach der Übernahme durch Royal Caribbean Cruises im Jahr 2006 wurden einige der älteren Schiffe der Tochtergesellschaften des Konzerns zu Pullmantur transferiert, ab 2016 war das Unternehmen ein Joint Venture zwischen Royal Caribbean Cruises und Springwater Capital. Mit CDF Croisières de France und Pullmantur Air bediente das Unternehmen auch den französischen Markt und unterhielt eine Charterfluggesellschaft. Im Sommer 2020 meldete das Unternehmen im Zuge der COVID-19-Pandemie Insolvenz an, ein Plan zur Wiederaufnahme des Betriebs ab 2021 scheiterte.

## Das Unternehmen
Das Unternehmen war, unter anderem mit spanischer Besatzung, auf den spanischsprachigen Markt ausgerichtet und hatte dort zeitweise einen Marktanteil von einem Drittel. Größter Konkurrent war Ibero Cruceros (ehemals Iberojet Cruceros), das ab 2007 als Tochterunternehmen der Carnival Corporation & plc auch Tochter des größten Konkurrenten von Royal Caribbean Cruises war. Einige der Schiffe wurden mit einem All-Inclusive-Konzept betrieben. Neben Spanien selbst gab es auch Angebote speziell für den mexikanischen, brasilianischen und allgemein südamerikanischen Markt.

### Pullmantur Air
Im Jahr 2003 gründete Pullmantur als eigene Fluggesellschaft Pullmantur Air mit Charterflügen zu den Abfahrtshäfen der Schiffe von Pullmantur Cruises. 2006 wurde die Gesellschaft gemeinsam mit Pullmantur Cruises an Royal Caribbean Cruises verkauft. Im Jahr 2014 verkaufte Royal Caribbean Cruises sein nicht zum Kreuzfahrtmarkt gehörendes Geschäft und damit auch Pullmantur Air zu 81 Prozent an Springwater Capital, das daraufhin von der Marke Pullmantur getrennt und in Wamos Air umbenannt wurde.

## Geschichte
Pullmantur wurde 1971 als Anbieter von Bustouren und Städtereisen in Spanien gegründet. Mitte der 1990er Jahre stieg das Unternehmen, nunmehr Tochter der spanischen Touristikgruppe Grupo Marsans, in den Kreuzfahrtmarkt ein und charterte dafür die Rembrandt und die SeaWind Crown von Premier Cruises. Die Charter wurde 1997 beendet, die SeaWind Crown 2000 erneut für Kreuzfahrten im Mittelmeer gechartert. Nachdem Premier Cruises Ende des Jahres 2000 Insolvenz angemeldet hatte, erwarb Pullmantur die ehemalige The Big Red Boat I und benannte sie Oceanic, ihren Baunamen, um. Das Schiff bot ab Mai 2001 Kreuzfahrten ab Barcelona an. Im Jahr 2002 wurde die ehemalige Pacific Princess von Princess Cruises übernommen sowie kurzzeitig mehrere Schiffe der im Jahr 2000 insolvent gegangenen Reederei Renaissance Cruises, die R Five (2002) sowie die R Six (2003) als Blue Star bzw. Blue Dream und die Delphin Renaissance (2006) als Blue Moon vom neuen Eigentümer Cruiseinvest gechartert. Im Jahr 2004 wurde zusätzlich die SuperStar Aries von Star Cruises als Holiday Dream übernommen.
Im Jahr 2007, kurz nach der Übernahme der Sky Wonder, gab das Kreuzfahrtunternehmen Royal Caribbean Cruises bekannt, Pullmantur Cruises kaufen zu wollen. Der Kauf wurde bis Ende des Jahres für 700 Millionen Euro abgeschlossen. Um den US-amerikanischen Richtlinien zu entsprechen, musste sich Pullmantur dafür aus dem kubanischen Markt zurückziehen. Die Übernahme hatte den Transfer zahlreicher Schiffe zwischen Pullmantur und den Marken von Royal Caribbean Cruises zur Folge: Die Holiday Dream ging als Bleu de France an die neue Pullmantur-Tochter CDF Croisières de France, die Blue Dream und die Blue Moon waren zunächst für einen Einsatz bei Celebrity Cruises vorgesehen, gingen dann aber an die neue Marke Azamara Cruises. Neben der Charter der Oceanic II für die Sommersaison 2007 im Mittelmeer wurden 2008 die Empress of the Seas als Empress und die Sovereign of the Seas als Sovereign von Royal Caribbean International sowie die Zenith von Celebrity Cruises zu Pullmantur transferiert. Es wurde außerdem die Pacific Star als Ocean Dream von P&O Cruises Australia gekauft. Die Pacific wurde 2008 an Quail Cruises verkauft, die Oceanic 2009 von Peace Boat 2009 übernommen. Im selben Jahr folgte das ehemalige Celebrity-Cruises-Schiff Horizon von Island Cruises unter dem Namen Pacific Dream.
2012 wurde die Ocean Dream an Peace Boat, eine japanische Nichtregierungsorganisation, verkauft. 2013 wurde die mittlerweile in Atlantic Star umbenannte Sky Wonder, das letzte mit Dampfturbinen angetriebene Kreuzfahrtschiff, von Royal Caribbean Cruises als Teilzahlung für die bei der Werft STX France im Bau befindliche Harmony of the Seas an ebendiese gegeben, welche das Schiff in Aliağa abwracken ließ. Parallel wurde die Monarch of the Seas als Monarch von Royal Caribbean International übernommen.
Im 2014 wurde bekannt, dass Royal Caribbean International die Majesty of the Seas 2016 zu Pullmantur wechseln würde. Aufgrund der schlechten Bilanz von Pullmantur entschied man sich 2015 jedoch, das Schiff für ein weiteres Jahr bei Royal Caribbean International zu belassen. Ein Wechsel sollte mit Stand März 2016 stattdessen im Jahr 2017 erfolgen, fand jedoch auch zu diesem Zeitpunkt nicht statt.
Im Mai 2016 gab Royal Caribbean Cruises bekannt, 51 Prozent der Anteile an Pullmantur Cruises an Springwater Capital, das 2014 bereits die Tour-Branche von Pullmantur und Royal Caribbean Cruises übernommen hatte, verkaufen und ein Joint-Venture bilden zu wollen. Im Juli 2016 übernahm Richard Vogel, der zuvor CEO des Royal-Caribbean-TUI-Joint-Ventures TUI Cruises gewesen war, als Nachfolger des aufgrund des Verkaufs abgetretenen Jorge Vilches die Leitung des Unternehmens.
Im Oktober 2019 gab das Unternehmen wiederum bekannt, dass es Anfang 2021 die Grandeur of the Seas übernehmen würde. Im Juli 2019 wurde bekannt, dass Pullmantur die Zenith verkaufen und Anfang des Jahres 2020 an Peace Boat übergeben würde.
Im Sommer 2020 sagte Pullmantur Cruises aufgrund der COVID-19-Pandemie zunächst alle Kreuzfahrten bis Ende Mai, dann Anfang Juli und zuletzt Anfang Juni bis Mitte November desselben Jahres ab. Die drei Schiffe der Flotte, die Monarch, die Sovereign und die Horizon, wurden daraufhin aufgelegt. Am 22. Juni gab das Unternehmen dann bekannt, die Sanierung nach spanischem Insolvenzrecht beantragt zu haben. Berichten von Crewmitgliedern zufolge wurden Teile der Inneneinrichtung und „alles von Wert“ von der Monarch und der Sovereign entfernt. Am 22. bzw. 23. Juli wurden beide Schiffe im türkischen Aliağa zur Abwrackung auf den Strand gesetzt.
Im November 2020 wurden Pläne bekannt, wonach Pullmantur Cruises im Jahr 2021 den Betrieb mit zwei Schiffen der Millennium-Klasse von Celebrity Cruises wiederaufnehmen könnte. Celebrity Cruises gab jedoch bekannt, es gebe aktuell keine Pläne zum Verkauf von Schiffen an Pullmantur. Ende Dezember 2020 begannen Verhandlungen über die Entlassung von bis zu 248 der 311 Angestellten des Unternehmens. Der Betrieb mit neuen Schiffen sollte nicht vor Dezember 2021 beginnen.
Am 15. Juli 2021 beantragte Pullmantur schließlich die Eröffnung eines Insolvenzverfahrens, nur etwa 20 Angestellte blieben im Unternehmen. Anfang Februar 2023 begann eine Auktion der Marke Pullmantur mit einem Mindestgebot von 177.000 Euro. Im Juni desselben Jahres gaben die Insolvenzverwalter jedoch bekannt, dass kein Angebot eingegangen war und die Versteigerung ohne Sieger endete.

### CDF Croisières de France
Im Jahr 2007 gab Royal Caribbean Cruises bekannt, mit CDF Croisières de France (CDF) eine Marke für den französischen Markt als Tochterunternehmen aufbauen zu wollen. Dabei wurden 2008, 2012 und 2014 die Holiday Dream als Bleu de France, die Horizon als L'Horizon und die Zenith von Pullmantur zu CDF transferiert. Gemeinsam mit 51 Prozent der Anteile an Pullmantur verkaufte Royal Caribbean Cruises 2017 auch 51 Prozent der Anteile an CDF an Springwater Capital. Im Dezember 2016 gab Pullmantur das bevorstehende Ende der Marke bekannt, die L'Horizon und die Zenith wurden 2017 an Pullmantur zurückgegeben.

## Flotte
| Baujahr | Name                     | Dienstzeit bei Pullmantur Cruises | Vermessung (BRZ) | Herkunft und Verbleib | Bild |
| ------- | ------------------------ | --------------------------------- | ---------------- | --- | ---- |
| 1960    | SeaWind Crown            | 1999–2000                         | 23.306           | von Premier Cruises verchartert, 2000 stillgelegt |      |
| 1965    | Oceanic                  | 2001–2009                         | 38.772           | von Premier Cruises übernommen, 2009 an Peace Boat verkauft |      |
| 2000    | R Five                   | 2002–2004                         | 30.277           | von Renaissance Cruises übernommen und von Cruiseinvest gechartert, ohne offizielle Umbenennung als Blue Dream vermarktet                                                                             |      |
| 1971    | Pacific                  | 2002–2008                         | 19.903           | von Princess Cruises übernommen, 2008 an Quail Cruises verkauft |      |
| 2000    | Blue Star Blue Dream     | 2003–2005 2005–2007               | 30.277           | von Renaissance Cruises übernommen und von Cruiseinvest gechartert, bis 2005 ohne offizielle Umbenennung als Blue Dream vermarktet, 2005 in Blue Star umbenannt, 2007 zu Azamara Cruises transferiert |      |
| 1981    | Holiday Dream            | 2004–2008                         | 37.049           | von Star Cruises übernommen, 2008 zu CDF Croisières de France transferiert |      |
| 2000    | Blue Moon                | 2006–2007                         | 30.277           | 2005 von Cruiseinvest gechartert, 2007/2008 zu Azamara Cruises transferiert |      |
| 1984    | Sky Wonder Atlantic Star | 2006–2009 2009–2013               | 46.087           | von P&O Cruises Australia übernommen, 2013 als Teilzahlung an STX France übergeben und in Aliağa abgewrackt                                                                                           |      |
| 1966    | Oceanic II               | 2007                              | 27.670           | von Leonardo Shipping gechartert |      |
| 1992    | Zenith                   | 2007–2014, 2017–2020              | 47.413           | 2007 von Celebrity Cruises transferiert, 2019 an Peace Boat verkauft |      |
| 1981    | Ocean Dream              | 2008–2012                         | 35.265           | 2008 von P&O Cruises Australia übernommen, 2012 an Peace Boat verkauft |      |
| 1990    | Empress                  | 2008–2016                         | 48.563           | 2008 von Royal Caribbean International zu Pullmantur transferiert, 2016 zurücktransferiert |      |
| 1987    | Sovereign                | 2008–2020                         | 73.529           | 2008 von Royal Caribbean International zu Pullmantur transferiert, 2020 in Aliağa abgewrackt |      |
| 1990    | Pacific Dream Horizon    | 2009–2012 2017–2020               | 47.427           | von Island Cruises übernommen, 2012 zu CDF Croisières de France transferiert, 2017 zurücktransferiert, 2022 in Aliağa abgewrackt                                                                      |      |
| 1991    | Monarch                  | 2013–2020                         | 73.937           | von Royal Caribbean International an Pullmantur transferiert, 2020 in Aliağa abgewrackt |      |